# Agilo
Agilo (Franca Contea, 583 circa – Rebais, 30 agosto 650 circa) è stato un monaco cristiano, abate e missionario francese, venerato come santo dalla Chiesa cattolica.

## Biografia
Sant'Agilo fu un monaco discepolo di San Colombano a Luxeuil.
Ben presto Colombano intuì le sue enormi potenzialità missionarie ed evangelizzatrici e lo mandò presso i Bavari dove convertì al Cristianesimo numerose popolazioni.
Ritornato a Luxeuil venne chiamato nel 636 da Audoeno di Rouen a reggere l'abbazia di Rebais, presso Meaux, di cui fu il primo abate.
Mori il 30 agosto 650 circa a Rebais.
Viene ricordato il 30 agosto.